# 凯文·穆尔
凯文·穆尔（英語：Kevin Moore，1990年7月29日—），澳大利亚、马耳他男子田径运动员。他曾代表澳大利亚、马耳他参加2010年和2014年英联邦运动会田径比赛，获得一枚金牌。